# Eublemmoides ochracea
Eublemmoides ochracea är en fjärilsart som beskrevs av W. Warren 1913. Eublemmoides ochracea ingår i släktet Eublemmoides och familjen nattflyn. Inga underarter finns listade i Catalogue of Life.